# Slanke valse kathaai
De slanke valse kathaai (Gollum attenuatus) is een vissensoort uit de familie van de valse kathaaien (Pseudotriakidae). De wetenschappelijke naam van de soort is voor het eerst geldig gepubliceerd in 1954 door Garrick.